# Frontierland Playground
 (septembre 2023).
Frontierland Playground (anciennement appelé Pocahontas Indian Village) est une aire de jeux située à Frontierland dans le Parc Disneyland.
Elle a été ouverte en juin 1996 au bord des Rivers of the Far West à côté de l'ancien embarcadère de l'attraction Indian Canoes, disparue en 1994. En juin 2019, simultanément à l'ouverture de Frontierland Theater, l'aire de jeux est renommée Frontierland Playground.